# Elbigenalp
Elbigenalp – gmina położona na zachodzie Austrii, w kraju związkowym Tyrol, w powiecie Reutte.

## Położenie
Elbigenalp leży w dolinie rzeki Lech, między Alpami Lechtalskimi na południu a Alpami Algawskimi na północy (Hornbachkette). Część gminy objęta jest ochroną przyrody w ramach Parku Natury Tiroler Lech. Dojazd zapewnia prowadząca doliną droga krajowa B198. Przez Elbigenalp przebiega szlak rowerowy Bike Trail Tirol.

## Historia
Miejscowość istniała już w roku 1488 i podlegała wówczas pod klasztor Sankt Mang z bawarskiego Füssen. Elbigenalp słynęło z murarzy i sztukatorów, z których wielu emigrowało, a niektórzy pozostawili świadectwo na budynkach w miejscowości. Tradycje są podtrzymywane przez jedyną w Austrii szkołę snycerską.

## Osoby urodzone w Elbigenalp
- Anna Stainer-Knittel, emancypantka, znana z malarstwa portretowego i obrazów kwiatów[2].

## Zabytki i atrakcje turystyczne
- Kościół pw. św. Mikołaja (Hl. Nikolaus), w którym zachowała się m.in. chrzcielnica z 1401 roku[2]
- kaplice w miejscowościach Ölberg, Grießau i Grünau[2]
- muzeum regionalne (Heimatmuseum)[2]

Miejscowość jest wygodnym punktem wypadowym w okoliczne góry.